# Jeppe Christensen Qvistgaard
Jeppe Christensen Qvistgaard (18. marts 1781 i Vester Lyby i Salling – 16. december 1850) var en dansk præst.
Han blev født af bønderforældre i Vester Lyby i Salling. Faderen, Christen Nielsen, døde, da sønnen var 3 år gammel. Fra sit 14. år underviste han, og 8 år efter blev han degn i Skive. Her underviste præsten H. Leth ham, så han 1803 kunne blive privat indskrevet ved Universitetet. 1810 blev han teologisk kandidat; 1811 blev han adjunkt ved Aarhus Skole, 1819 overlærer og 1826 rektor ved Slagelse Skole. 1838 blev han sognepræst for Ågerup og Kirkerup; 1840 udnævntes han til konsistorialråd. Han døde 16. december 1850. 1815 ægtede han Karen Nielsdatter Hvilsted (døbt 2. marts 1777 – 10. marts 1871).
Qvistgaard har i Slagelse skoleprogrammer 1831 og 32 meddelt efterretninger om Slagelse by og skole i ældre tid. Mest kendt blev han ved sin deltagelse i den såkaldte vestsjællandske fejde mellem P.A. Fenger og Hans Bastholm m.fl.. Hans 3 småskrifter mod Fenger i året 1833 var det dygtigste, der blev skrevet i denne sag fra rationalistisk side.